# Autriche au Concours Eurovision de la chanson 1962
L'Autriche a participé au Concours Eurovision de la chanson 1962, alors appelé le « Grand prix Eurovision de la chanson européenne 1962 », le 18 mars à Luxembourg-Ville, au grand-duché du Luxembourg. C'est la 6e participation de l'Autriche au Concours Eurovision de la chanson.
Le pays est représenté par la chanteuse Eleonore Schwarz et la chanson Nur in der Wiener Luft, sélectionnées en interne par l'Österreichischer Rundfunk (ORF).

## Sélection interne
Le radiodiffuseur autrichien, Österreichischer Rundfunk (ORF), choisit en interne l'artiste et la chanson représentant l'Autriche au Concours Eurovision de la chanson 1962.
Lors de cette sélection, c'est la chanson Nur in der Wiener Luft, écrite et composée par Bruno Uher et interprétée par Eleonore Schwarz qui fut choisie avec Bruno Uher comme chef d'orchestre.
| Ordre | Interprète       | Chanson                | Langue   |
| ----- | ---------------- | ---------------------- | -------- |
| 1     | Eleonore Schwarz | Nur in der Wiener Luft | Allemand |

## À l'Eurovision
Chaque jury d'un pays attribue 3, 2 et 1 vote à ses 3 chansons préférées.

### Points attribués par l'Autriche
| 3 points | Monaco     |
| 2 points | France     |
| 1 point  | Luxembourg |

### Points attribués à l'Autriche
| 3 points | 2 points | 1 point |
| -------- | -------- | ------- |
|          |          |         |

Eleonore Schwarz interprète Nur in der Wiener Luft en 4e position lors de la soirée du concours, le 18 mars 1962, suivant l'Espagne et précédant le Danemark.
Au terme du vote final, l'Autriche termine en 13e et dernière place, ex aequo avec la Belgique, l'Espagne et les Pays-Bas, sur les 16 pays participants, n'ayant reçu aucun point des jurys,.